# Filomena de Roma
Santa Filomena (século III) é santa virgem e mártir, cuja veneração pela Igreja Católica Apostólica Romana iniciou-se em meados do século XIX. O pouco que se sabe de sua vida chegou à Igreja através de revelações privadas, que teriam sido recebidas pela Serva de Deus Maria Luisa de Jesus (1799-1875) em agosto de 1833, na cidade de Nápoles. Essas revelações, por obediência ao seu diretor espiritual, foram transcritas e a veracidade de seus escritos foi atestada pelo Santo Ofício (atual Congregação para a Doutrina da Fé) em 21 de dezembro do mesmo ano.

## Revelações de Santa Filomena
Santa Filomena nasceu, segundo a crença, numa cidade-estado de Corfu (Grécia), filha de pais nobres. Ainda muito jovem, aos 13 anos, foi prometida ao Imperador Diocleciano para ser sua esposa em troca da pacificação de confrontos políticos. O Imperador, por sua vez, impressionou-se com a beleza da jovem. Como Filomena recusou a casar-se, porque havia eleito o próprio Senhor Jesus Cristo para seu esposo, o tirano ordenou, primeiramente, que a colocassem num cárcere e a flagelassem sangrentamente.
Tendo sido curada miraculosamente deste suplício, foi ordenado que ela fosse lançada ao rio Tibre com uma âncora amarrada ao pescoço. E como a correnteza a levou até a margem do rio, apesar da âncora, mandou Diocleciano que a ferissem com flechadas. Com o corpo todo ferido pelas flechas, a jovem foi lançada novamente no cárcere. Entretanto, no dia seguinte, conta a tradição que Filomena foi encontrada com o corpo sadio e sem qualquer marca de ferimento. O cruel tirano ordenou, então, que a ferissem com flechas em chamas. Estas, porém, voltaram-se contra os arqueiros, matando a muitos. Por fim, foi a heroica jovem decapitada, por ordem do Imperador.

## Restos mortais

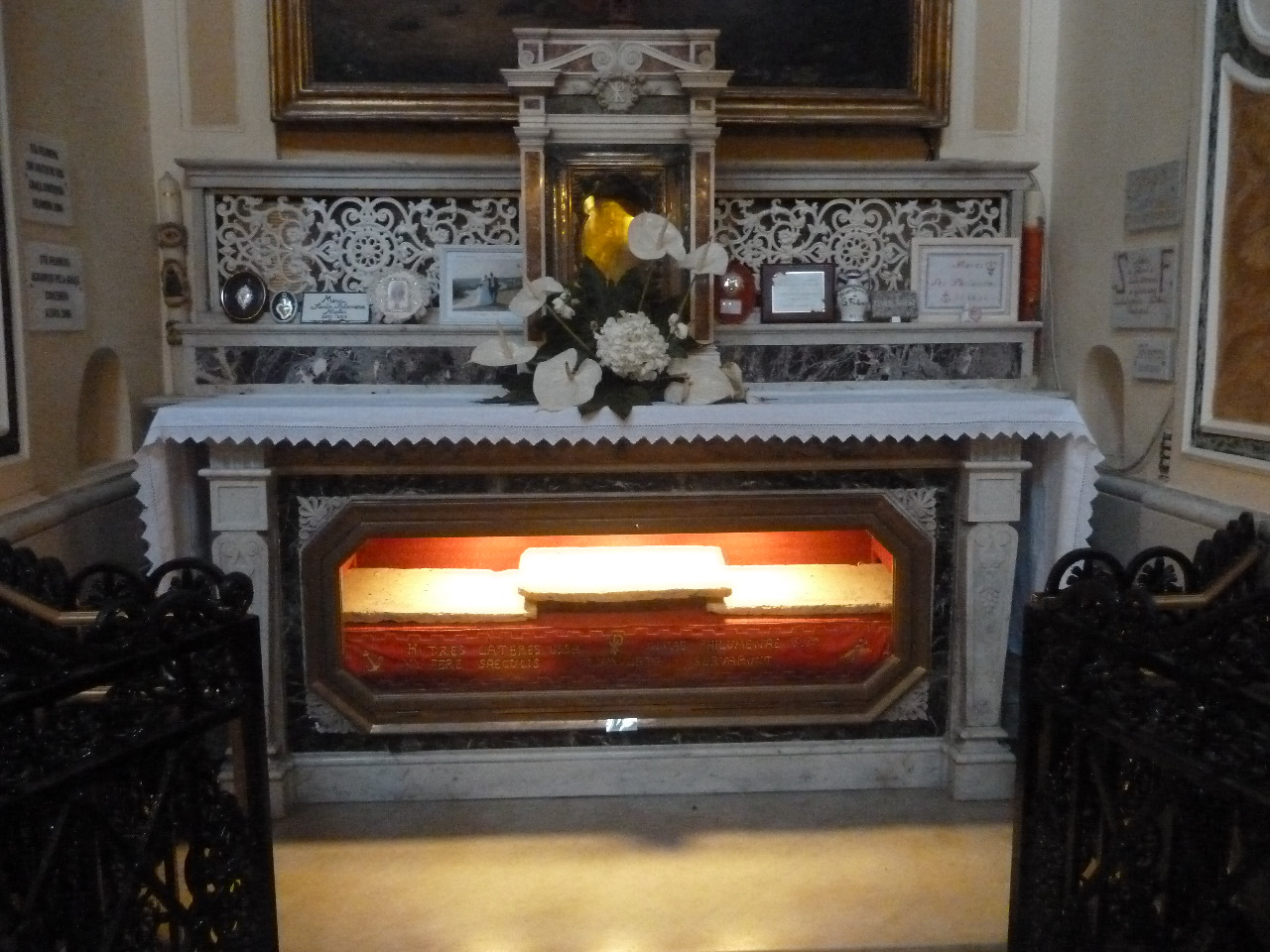
Altar com as lápides originais do antigo túmulo de Santa Filomena, doadas ao santuário em 1827.

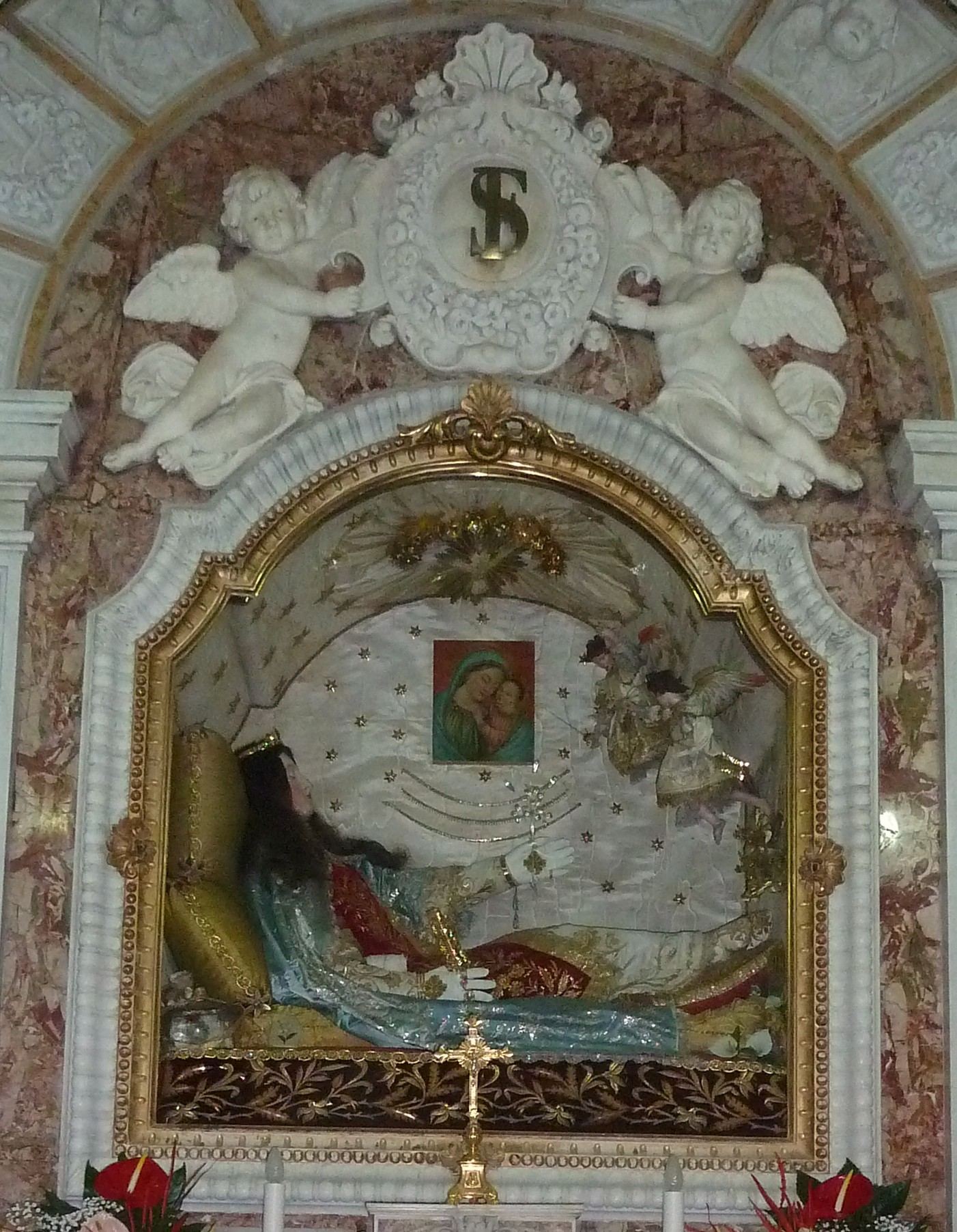
Simulacro do corpo de Santa Filomena, onde atualmente estão suas relíquias.

No dia 24 de maio de 1802, os ossos de uma mulher entre treze e quinze anos foram descobertos no cemitério de Santa Priscila, nas escavações das catacumbas em Roma por um pedreiro. Avisou-se o Monsenhor Ponzetti, então o Guarda das Santas Relíquias, o qual ordenou que se parasse de quebrar o que quer que fosse. No dia seguinte, 25 de maio de 1802, acompanhados pelo padre Filipo Ludovici, desceram às catacumbas para assistir à abertura total da sepultura. Lá foram encontrados uma ânfora com uma substância, notoriamente sangue seco e uma palma, símbolos do martírio. A sepultura estava lacrada por três placas com a seguinte inscrição:
LUMENA (primeira placa) PAXTE (segunda placa) CUMFI (terceira placa) que quer dizer: Filomena, a paz esteja contigo.
A sepultura foi documentada por Monsenhor Ponzetti, Guarda das Santas Relíquias, como FILOMENA, uma interpretação do epitáfio de acordo com o antigo costume de se começar as inscrições pela segunda placa e também pela lógica do contexto etimológico. No epitáfio inteiro lê-se:
PAX TECUM FILUMENA
O nome de Filomena foi oficialmente atribuído pela Igreja Católica aos restos examinados em 25 de maio de 1802 e inscritos no documentos publicado por Monsenhor Ponzetti, que enviou os despojos dessa mártir cristã à Diocese de Nola (Itália) aos 8 de junho de 1805.

## Veneração
Graças à assistência de Monsenhor Bartolomeo de Caesare, Bispo de Nola (Itália), o padre Francisco de Lucia (1796-1847), pároco da Igreja Nossa Senhora das Graças, da cidade de Mugnano del Cardinale (Itália), desejou levar as relíquias de um santo para sua paróquia e foi a Roma para solicitá-las.
Quando estava na Capela do Tesouro (onde ficavam as sagradas relíquias), dentre tantas apenas três possuíam nomes: um adulto, uma criança e Santa Filomena. Quando ajoelhou-se diante das relíquias de Santa Filomena, alegou que "sentiu-se possuído de uma alegria espiritual jamais experimentada". Sentiu também um "incontrolável desejo de levar aquelas Sagradas Relíquias para sua igreja em Mugnano".
Terminada essa visita, dirigiu-se ao  Bispo de Potenza e ficou sabendo então que precisaria de uma graça muito especial, ou talvez um milagre. Não havia precedentes de a Santa Sé haver confiado tão preciosos tesouros à guarda de um simples sacerdote. E nesse caso seria praticamente impossível, por se tratar das relíquias de uma virgem mártir cujo nome era conhecido.
Tendo caído gravemente enfermo, o padre Francisco recorreu ao auxílio de Santa Filomena, prometendo tomá-la como especial Padroeira e levar as suas relíquias para Mugnano del Cardinale, caso obtivesse autorização para tanto. Curado milagrosamente, retornou então à Santa Sé narrando a graça alcançada e obteve o pedido, levando triunfalmente as relíquias para sua paróquia em 1º de julho de 1805, onde até hoje se encontram. Assim que lá chegou começaram a acontecer tantos milagres que ia gente de toda a Itália e Europa a pedir e agradecer graças alcançadas.

## Milagre do Século

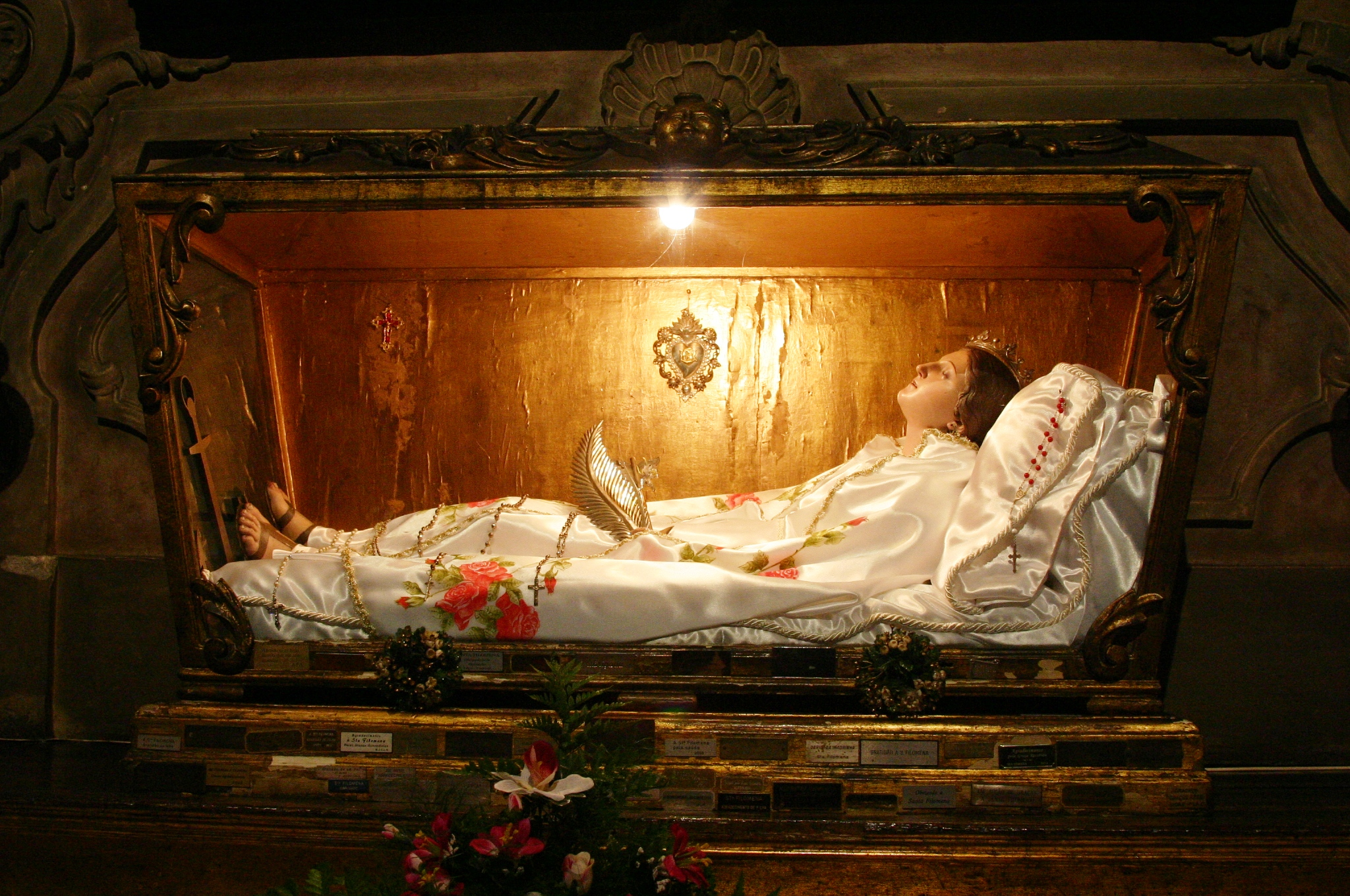
Santa Filomena na Igreja da Conceição Velha em Lisboa.

Já em 1833, o Bispo Anselmo Basilici, da Diocese de Nepi e Sutri (atual Diocese de Cività Castellana), pediu a abertura do processo de canonização de Santa Filomena em virtude das inúmeras graças que vinham sendo relatadas, obtidas através da jovem mártir. No entanto, era necessário um milagre devidamente documentado pela Igreja e atestado pela Santa Sé e esse milagre veio através de Pauline Jaricot.
A cura da jovem Pauline-Marie Jaricot (1799-1862) foi fundamental para a divulgação da devoção a Santa Filomena pelo mundo católico. Seriamente doente de uma enfermidade cardíaca, já desenganada pelos médicos, decidiu sair em peregrinação a Mugnano del Cardinale para rezar junto aos restos mortais de Santa Filomena. Partiu da França e, ao chegar à Itália, dirigiu-se a Roma, onde pediu em audiência ao Papa Gregório XVI para que ponderasse  a canonização de Santa Filomena caso ela voltasse curada. O Supremo Pontífice respondeu que sim, convencido de que Pauline, moribunda, apenas precisava de uma consolação espiritual e que ele não poderia negá-la.
Pauline Jaricot chegou a Mugnano após uma viagem extenuante, sob o calor do verão italiano do mês de agosto, às vésperas da festa de Santa Filomena. No dia seguinte ela comungou e desmaiou: pensou-se que ela estava morta. Recomposta do desmaio, ela pediu que a levassem até o relicário de Santa Filomena, onde foi curada milagrosamente. O reitor da Basílica tocou os sinos para anunciar a novidade, enquanto o povo exultava de alegria, com o que se chamou de "Milagre do Século", aos 10 de agosto de 1835. Após passar alguns dias em Mugnano del Cardinale, rezando e agradecendo, ela voltou a Roma, onde o Papa Gregório XVI aprovou o culto a Santa Filomena aos 13 de janeiro de 1837.

## Crescimento da Devoção

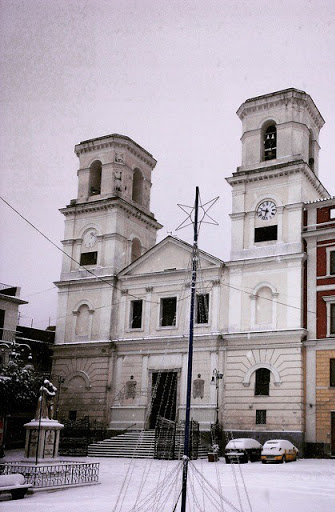
Fachada de seu santuário em Mugnano del Cardinale, Itália.

Os Papas foram generosos com Santa Filomena. O próprio Papa Gregório XVI concedeu-lhe, além da aprovação do culto público, um ofício, uma missa especial e uma leitura própria no Breviário (atual Liturgia das Horas). O Papa Leão XIII aprovou o uso do famoso "Cordão de Santa Filomena", assim como eregiu a Arquiconfraria de Santa Filomena em França. Por sua vez São Pio X estendeu a Arquiconfraria de Santa Filomena para o mundo inteiro. Com estes reconhecimentos, sua fama logo se espalhou, tornando-se assim mais conhecida entre os católicos.
Sua popularidade também lhe atraiu um grande número de devotos, sendo os mais memoráveis o próprio São Pio X, bem como São João Maria Vianney, Santa Madalena Sofia Barat, São Pio de Pietrelcina, Santa Geltrude Comensoli, São Damião de Molokai, Santa Maria Eufrásia Pelletier, São Pedro Julião Eymard, Santo Aníbal Maria, São João Nepomuceno Neumann, São Pedro Chanel e Santa Francisca Xavier Cabrini, todos eles declarados santos pela Igreja Católica Apostólica Romana. Entre os devotos de Santa Filomena reconhecidos como beatos pelo catolicismo, destacam-se Anna Maria Taigi, Pio IX, Bartolo Longo e a miraculada Pauline Jaricot, que tornou possível sua canonização.

## Controvérsias
Já em 1904, uma publicação feita pelo arqueólogo Orazio Marucchi (artigo na Wikipédia em inglês) (Osservazioni archeologiche sulla Iscrizione di S. Filomena dans Miscellanea di Storia Ecclesiastica, Vol. 2, 1904, pp. 365–386) colocou em dúvida a existência histórica de Santa Filomena. Ele defendia fundamentalmente quatro postulados:
1. As placas deveriam estar em ordem direta e não indireta (como estavam) o que constituía um indício de que haviam sido reutilizadas, podendo pertencer, portanto, a qualquer outra pessoa ali enterradas;
2. O que havia na ânfora não era sangue, mas perfume ressecado, o que invalidaria a teoria do martírio;
3. Nem mesmo as placas e o sangue juntos são provas de que os restos que ali jaziam eram de uma mártir;
4. O único relato disponível sobre a vida de Santa Filomena eram as revelações de Maria Luísa de Jesus, fantásticos por natureza, sem carácter histórico nem científico.
Todos esses argumentos foram refutados na mesma ocasião (1906) pelo professor da Pontifícia Universidade Gregoriana Giuseppe Bonavenia, jesuíta, e pelo arqueólogo J. B. Rossi, especialista em paleoarqueologia cristã no livro "Controversia sul celeberrimo epitaffio di Santa Filomena, V. e M.". No entanto, a semente da dúvida já estava lançada. A questão tomou mais corpo ainda quando, em 14 de fevereiro de 1961, a Congregação dos Ritos publicou um ato no qual excluía a celebração litúrgica de Santa Filomena, o que levou muitas pessoas, desde então, a afirmar que "Filomena não é mais santa".

## Respostas à controvérsia
Convém lembrar que Santa Filomena nunca foi incluída no Calendário Geral Romano (de uso universal), mas desde 1837 foi aprovada a sua memória para ser celebrada apenas em alguns lugares. A edição de 1920 do Missal Romano incluía uma menção a ela a 11 de agosto, na seção intitulada "Missae pro aliquibus locis" (Missas para alguns lugares), com uma indicação de que a missa a ser usada naquelas ocasiões era a Comum de uma Virgem Mártir, mas sem oração  coleta própria. Já no missal de 1962, a edição constituída para o uso como forma extraodinária do Rito romano também não a mencionou.
Mesmo sem ter sido incluída na versão revista do Martirológio Romano, publicado em 2001 pela Congregação para o Culto Divino e a Disciplina dos Sacramentos, o que daria um esclarecimento substancial à devoção a Santa Filomena, um congresso foi levado a cabo pelo Reitor da Basílica de Santa Filomena, Monsenhor Giovanni Braschi, aos 9 de maio de 2005, em Roma, contando com a participação, entre outros, do Doutor Carlo Lalli, cientista do "Istituto delle Pietre Dure di Firenze" (Florença), responsável pelos estudos científicos sobre as placas e o sangue ali encontrados, e do professor Jos Janssen, jesuíta responsável pelo relato histórico do ponto de vista religioso, entre outros.
Por essa ocasião, os seguintes pontos foram esclarecidos:
1. As relíquias encontradas em 1802 são comprovadamente de uma jovem mártir, conforme atestou a Santa Sé na ocasião;
2. O culto a Santa Filomena foi aprovado oficialmente pelo Papa Gregório XVI, em 1837;
3. Dezanove atos da Santa Sé, ao longo do pontificado de cinco Papas atestam, afirmam, promovem e incrementam o culto a Santa Filomena.
4. As conclusões arqueológicas de Oracio Marucchi foram devidamente "contestadas" já em 1906 e ainda em 1963 pelos estudos feitos pelo padre Antonio Ferrua, jesuíta, arqueólogo e secretário da Comissão Pontifical de Arqueologia Sagrada e professor de arqueologia da Pontifícia Universidade Gregoriana;
5. A supressão de 1961 é litúrgica, isto é, diz respeito à missa própria e leituras do Breviário (Liturgia das Horas) e não à santidade em si de Santa Filomena, cuja canonização procedeu-se como pede a praxe (isto é, através de um milagre que de fato foi verificado, estudado, analisado e aprovado);
6. O Martirológio Romano não constitui uma compilação exaustiva de todos os mártires ou santos reconhecidos pela Igreja, nem a Congregação para o Culto Divino e a Disciplina dos Sacramentos jamais teve tal intenção (contudo, contém quase todos os santos que foram canonizados pela Igreja Católica, havendo sim exceções).

## Datas Relevantes no culto a Santa Filomena
Além da Missa, que é o centro da vida da Igreja Católica, Santa Filomena também é frequentemente honrada com o Ofício da Liturgia das Horas, ambos retirados do chamado "Comum das Virgens" (podendo, no entanto, também ser honrada com os Ofícios do "Comum dos Mártires"). Paralelamente, para os devotos de Santa Filomena, algumas datas do calendário civil são importantes, uma vez que remetem a fatos importantes da vida da mesma. São elas:
a. 10 de janeiro: nascimento de Santa Filomena;
b. Domingo depois de 10 de janeiro: Patrocínio de Santa Filomena;
c. 25 de maio: celebração do reencontro do corpo de Santa Filomena;
d. 10 de agosto: celebração da transladação do corpo e do martírio de Santa Filomena;
e. 11 de agosto: festa litúrgica de Santa Filomena;
f. 13 de agosto: celebração do nome de Santa Filomena;
Tendo em vista a antiquíssima tradição que considera o dia da morte terrena dos seus santos como sendo o dia de seu nascimento para a vida eterna, a Igreja Católica (em função do martírio de Santa Filomena ter ocorrido em 10 de agosto) costuma promover suas festas patronais, paroquiais e devocionais durante todo o mês de agosto.

## Objetos Devocionais
Paralelamente, a Igreja Católica aprova e incentiva o uso dos chamados "Sacramentais", que são objetos que não sendo Sacramentos, ajudam os fiéis na recepção dos mesmos. No caso de Santa Filomena, o uso dos Sacramentais já é tradicional, difundidos desde o início da devoção a essa santa na vida da Igreja Católica por uma dos primeiros e mais ilustres devotos de Filomena, São João Maria Batista Vianney. Os "Sacramentais" de Santa Filomena são:
a. Coroa de Santa Filomena: é um pequeno rosário formado por uma medalha de Santa Filomena, onde se reza um "Credo"; três contas brancas, onde se reza um "Pai Nosso" em cada uma das contas, para honrar as três pessoas da Santíssima Trindade; e treze contas vermelhas, que fazem menção ao sangue do martírio de Santa Filomena, onde se rezam a jaculatória "Santa Filomena, pelo vosso amor por Jesus e Maria, rogai por nós".
b. Cordão de Santa Filomena: é um cordão de Crochê feito com linha vermelha e branca, trançadas uma na outra. A linha branca faz referência à pureza e a vermelha, ao martírio de Santa Filomena. o cordão, benzido por um sacerdote, é geralmente usado pelo devoto atado à sua cintura.
c. Óleo de Santa Filomena: é um óleo comum benzido, que os devotos costumam aplicar em pequeníssimas doses no corpo e até mesmo consumí-lo, tendo em vista a cura de enfermidades. É benzido apenas no dia 10 de agosto e unicamente no Santuário de Santa Filomena, na Itália, pelo padre reitor do mesmo.

## Status Atual da Devoção a Santa Filomena
A devoção a Santa Filomena espalhou-se pelo mundo principalmente através do grande fenômeno que foi a Emigração italiana de fins do século XIX e começo do século XX, cujos imigrantes levaram as suas devoções para os países onde se estabeleceram. Assim, fora da Itália, encontram-se fiéis devotos de Santa Filomena, por exemplo, no Brasil, Estados Unidos e Austrália. Uma vez suprimidas as concessões litúrgicas pelo ato de 1961, a atual missa em louvor a Santa Filomena é tirada do Comum das Virgens, assim como a Liturgia das Horas, o que exalta o caráter cristológico da mesma devoção. Só dessa forma a devoção a Santa Filomena - assim como toda e qualquer outra devoção - atinge sua finalidade, que é a de ser testemunho de vida cristã para os membros da igreja. Nessa dimensão, e apenas nela, o martírio e a virgindade atingem o seu ápice, que é o próprio Jesus.